# Cratere Tsvetayeva
Tsvetayeva  è un cratere sulla superficie di Venere. Deve il proprio nome alla poetessa sovietica di nazionalità russa Marina Ivanovna Cvetaeva (in russo Марина Ивановна Цветаева?).